# Du entschuldige – i kenn’ di
Du entschuldige – i kenn’ di ist ein Lied der österreichischen Liedermachers Peter Cornelius, das im Jahr 1980 erschien. Bekanntheit erlangte das Lied auch ein Jahr später in einer Coverversion des deutschen Schlagersängers Bernhard Brink.

## Entstehung und Veröffentlichung
Getextet und komponiert wurde das Lied vom Interpreten selbst. Für die Produktion zeichnete der deutsch-rumänische Musikproduzent Michael Cretu verantwortlich.
Die Erstveröffentlichung von Du entschuldige – i kenn’ di erfolgte im Jahr 1980 bei Philips Records. Das Lied erschien dabei als Teil von Cornelius’ Studioalbum Zwei (Katalognummer: 6435 074) sowie als 7″-Single mit der B-Seite Die Spatzen pfeifen’s vom Dach (Katalognummer: 6005 159). Im Jahr 1983 erschien zudem eine gleichnamige EP bei Amiga in der DDR, die neben dem Titelgeber drei weitere Lieder beinhaltet (Katalognummer: 5 56 064).

## Inhalt und Stil
Das Lied ist ein Schlager, der von Cornelius im Wiener Dialekt dargeboten wird. Es beschreibt die erste Wiederbegegnung des Ich-Erzählers mit seinem Jugendschwarm nach 15 Jahren. Beim Rückblick auf die Schulzeit berichtet der Erzähler, dass sie der erklärte Schwarm von ihm und seinen Freunden war und dass er nächtelang nicht schlafen konnte, nachdem sie ihm einmal auf dem Schulhof zugezwinkert hatte. Doch nach dem Ende der Schulzeit hatte er sie aus den Augen verloren, obwohl er immer wieder an sie gedacht hat. Als er sie nach 15 Jahren wieder trifft, kommen sie überein, die 15 dazwischen liegenden Jahre ohne einander einfach zu vergessen und es jetzt gemeinsam zu versuchen. 

## Chartplatzierungen
| ChartsChartplatzierungen | Höchstplatzierung | Wochen |
| ------------------------ | ----------------- | ------ |
| Deutschland (GfK)        | 8 (23 Wo.)        | 23     |
| Österreich (Ö3)          | 1 (24 Wo.)        | 24     |
| Schweiz (IFPI)           | 2 (9 Wo.)         | 9      |

| ChartsJahrescharts (1981) | Platzierung |
| ------------------------- | ----------- |
| Österreich (Ö3)           | 8           |

| ChartsJahrescharts (1982) | Platzierung |
| ------------------------- | ----------- |
| Deutschland (GfK)         | 36          |
| Schweiz (IFPI)            | 19          |

## Coverversionen

### Bernhard Brink
Der deutsche Schlagersänger Bernhard Brink war von dem Lied begeistert, seit er es zum ersten Mal gehört hatte und brachte es in einer hochdeutschen Version unter dem Titel Du entschuldige – ich kenn’ dich heraus. Brink beschrieb später den Erfolg beider Versionen mit folgenden Worten: „Der Song wurde für uns beide ein Erfolg. Südlich von Kassel war Cornelius nicht zu schlagen, und nördlich war ich vorn.“ Seine Version blieb weitgehend unbearbeitet, sodass auch hier Cornelius der alleinige Urheber ist. Für die Produktion zeichnete Gerhard Kämpfe verantwortlich.
Die Erstveröffentlichung von Brinks Coverversion erfolgte als Single im Oktober 1981 bei Aladin Records. Diese erschien als 7″-Single mit der B-Seite Mehr als eine Nacht (Katalognummer: A 1723). Im Januar 1982 erschien das Lied als Teil von seinem fünften Studioalbum Einfach so (Katalognummer: Aladin SL1511), dessen erste Singleauskopplung es ist.
| ChartsChartplatzierungen | Höchstplatzierung | Wochen |
| ------------------------ | ----------------- | ------ |
| Deutschland (GfK)        | 40 (11 Wo.)       | 11     |

### Weitere Coverversionen
- 1983: Andreas Holm (Album: Felicita)
- 2000: Markus Becker
- 2006: Wolfgang Petry (Album: Meine Lieblingslieder)
- 2015: Alexander Rier (Album: Jetzt)
- 2016: Musikapostel (Album: Punktgenau)
- 2021: Florian Fesl (Album: Romeo)